# Brent Oil Field
Brent Oil Field är ett oljefält i Storbritannien. Det ligger i Nordsjön, 1 100 km norr om huvudstaden London.